# Martín Galmarini
Martín Sebastián Galmarini (San Isidro, 28 febbraio 1982) è un ex calciatore argentino, di ruolo centrocampista.

## Palmarès

### Club

#### Competizioni nazionali
- Primera B Metropolitana: 2

Tigre: 2004-2005 (A), 2004-2005 (C)
- Copa de la Superliga: 1

Tigre: 2019